# Педро Харо
Педро Харо (ісп. Pedro Jaro, нар. 22 лютого 1963, Мадрид) — іспанський футболіст, що грав на позиції воротаря. По завершенні ігрової кар'єри — футбольний тренер.
Виступав, зокрема, за клуб «Реал» (Мадрид), з яким став дворазовим володарем Суперкубка Іспанії та переможцем Кубка Іспанії.

## Ігрова кар'єра
Педро Харо почав кар'єру в клубі Терсери Колонія Москардо. У 1983 році дебютував у Примері у складі Кадіса, в якому провів п'ять сезонів, проте основним воротарем не був.
У 1988 році перейшов у «Малагу», де став відразу гравцем основного складу, проте за підсумками другого сезону 1989/90 клуб вилетів з Прімери. Після цього футболіст перейшов у «Реал Мадрид». Відіграв за королівський клуб наступні чотири сезони своєї ігрової кар'єри, але грав не часто, підміняючи основного воротаря команди Франсіско Буйо. За цей час двічі виборов з «вершковими» титул володаря Суперкубка Іспанії і одного разу ставав володарем Кубка Іспанії.
Протягом 1994—1997 років захищав кольори клубу «Реал Бетіс». У сезоні 1994/95 у 38 матчах чемпіонату Педро пропустив 25 м'ячів, що дозволило йому за підсумками сезону стати володарем Трофею Самори.
Завершив професійну ігрову кар'єру у клубі «Атлетіко», за який виступав протягом 1997—1999 років, проте на поле виходив вкрай рідко, будучи дублером Хосе Франсіско Моліни.

## Кар'єра тренера
З 2003 по 2005 рік працював тренером воротарів молодіжної збірної Іспанії. 
З 2005 по 2010 рік працював з воротарями мадридського «Реала».
З 2010 до 2014 року працював тренером воротарів у «Дніпрі» у тренерському штабі Хуанде Рамоса, з яким до того працював і в «Реалі». Покинув клуб разом з Хуанде Рамосом.
З липня 2016 до 31 липня 2021 року працював тренером воротарів збірної України з футболу у тренерському штабі Андрія Шевченка. Покинув збірну України разом з Андрієм Шевченком.

## Статистика
| Сезон   | Клуб          | Ліга             | Матчів | Голів |
| ------- | ------------- | ---------------- | ------ | ----- |
| 1982/83 | «Кадіс»       | Сегунда Дивізіон | 0      | 0     |
| 1983/84 | «Кадіс»       | Ла Ліга          | 1      | 0     |
| 1984/85 | «Кадіс»       | Сегунда Дивізіон | 7      | 0     |
| 1985/86 | «Кадіс»       | Ла Ліга          | 26     | 0     |
| 1986/87 | «Кадіс»       | Ла Ліга          | 3      | 0     |
| 1987/88 | «Кадіс»       | Ла Ліга          | 30     | 0     |
| 1988/89 | «Малага»      | Ла Ліга          | 34     | 0     |
| 1989/90 | «Малага»      | Ла Ліга          | 37     | 0     |
| 1990/91 | «Реал Мадрид» | Ла Ліга          | 8      | 0     |
| 1991/92 | «Реал Мадрид» | Ла Ліга          | 3      | 0     |
| 1992/93 | «Реал Мадрид» | Ла Ліга          | 12     | 0     |
| 1993/94 | «Реал Мадрид» | Ла Ліга          | 0      | 0     |
| 1994/95 | «Реал Бетіс»  | Ла Ліга          | 38     | 0     |
| 1995/96 | «Реал Бетіс»  | Ла Ліга          | 40     | 0     |
| 1996/97 | «Реал Бетіс»  | Ла Ліга          | 2      | 0     |
| 1997/98 | «Атлетіко»    | Ла Ліга          | 1      | 0     |
| 1998/99 | «Атлетіко»    | Ла Ліга          | 2      | 0     |

## Титули і досягнення

### Командні
- Володар Суперкубка Іспанії (2):

«Реал Мадрид»: 1990, 1993
- Володар Кубка Іспанії (1):

«Реал Мадрид»: 1992–93

### Особисті
- Володар Трофея Самори: 1995